# Tom Sainsbury
Thomas Sainsbury (nacido en 1982) es un actor, escritor, cineasta, comediante, presentador de televisión y podcaster de Nueva Zelanda. Sainsbury comenzó su carrera como actor y escritor en teatro. Se hizo muy conocido en Nueva Zelanda a partir del 2017 por sus videos de comedia cortos publicados en Instagram y Facebook. Como guionista de comedias televisivas ha contribuido a 7 Days, Jono and Ben y Wellington Paranormal. Con Madeline Sami coescribió Super City, que ganó el premio SWANZ Scriptwriters al mejor guion de comedia en 2011.

## Primeros años
Sainsbury nació en Matamata y es el menor de tres hermanos. Se crio en una granja lechera y asistió al Matamata College. Sus padres alentaron a Sainsbury en la actuación y el teatro, incluso a los 9 años, acompañándolos a la interpretación de Little Shop of Horrors de la Matamata Operatic Society. Inmediatamente se inspiró para escribir una secuela de su asamblea escolar y prosperó en el proceso creativo de escribirla e interpretarla.
En 2000, Sainsbury se mudó a Auckland para estudiar una Licenciatura en Artes en la Universidad de Auckland y decidió estudiar literatura inglesa y teatro como especialidad. A lo largo de sus estudios, escribió y produjo obras de teatro en teatros de Auckland, incluidos Silo Theatre y The Basement Theatre.

## Carrera

### Teatro
Después de graduarse de la Universidad de Auckland en 2004, Sainsbury se convirtió en un prolífico dramaturgo en Nueva Zelanda. Ha producido más de 50 obras y varias de ellas, entre ellas And Then You Die, The Christmas Monologues, The Mall, Loser, A Simple Procedure y Sunday Roast, se han representado en Londres, Estados Unidos, Francia, Grecia y Australia.

### Cine y televisión
En 2010, Sainsbury y Madeline Sami coescribieron Super City, una serie de comedia de televisión ambientada en Auckland, Nueva Zelanda. Ganó el premio SWANZ al Mejor Guion de Comedia en 2011 y la cadena estadounidense ABC lo adquirió en 2012.
Sainsbury ha escrito muchas series web y programas de comedia de Nueva Zelanda, incluido el ganador del premio Emmy internacional INSiDE.
Ha actuado en la pantalla, incluido el personaje de Jason Kirkpatrick en Shortland Street. En 2020, Sainsbury coescribió y protagonizó el largometraje de comedia de terror Dead. También protagonizó Pork Pie y apareció en programas locales como Jono and Ben, 7 Days, Snack Masters , Give Us a Clue, Educators y Wellington Paranormal.
En 2023, Sainsbury estrenó el largometraje Loop Track. Es el director, escritor y actor de la película.

### Comediante
Sainsbury ha actuado en Nueva Zelanda como cómico desde 2014.
Como comediante, es más conocido como el 'Snapchat Dude' debido al uso de la aplicación Snapchat en su teléfono inteligente para crear videos de comedia cortos. Los videos se publican en las redes sociales y satirizan a los políticos de Nueva Zelanda y parodian los estereotipos y la cultura de Nueva Zelanda. Desde 2017, algunos de sus vídeos más populares son de los políticos Paula Bennett, Simon Bridges y Jacinda Ardern. Utiliza pelucas, disfraces y manipulación facial de Snapchat.
Ha escrito, coescrito y actuado en múltiples espectáculos de teatro de comedia en vivo, incluidos The Opening Night Before Christmas, Infectious, Camping, D.O.C.ing, Giggly Gerties, Dynamotion, Gays in Space y Hauraki Horror. Estas producciones incluían a menudo a otros comediantes locales como Kura Forrester, Brynley Stent y Chris Parker.
En 2020, Sainsbury recibió el premio New Zealand Herald's Entertainment Hero of the Year. Durante el mismo año, publicó un libro de no ficción llamado New Zealanders: A Field Guide. El libro era una extensión de sus videos de Snapchat y proporcionaba descripciones detalladas de sus arquetipos Kiwi favoritos.
En 2021 y 2022, fue el capitán del equipo (habitual) en la reposición de TVNZ del programa de juegos británico Give Us a Clue y copresentó Snack Masters.
Lanzó una serie de podcasts de misterio y asesinatos de comedia ficticia llamada Small Town Scandal que fue producida y distribuida por New Zealand Media and Entertainment en 2023.

## Filmografía
Televisión
| Año     | Título                          | Papel                                                    |
| ------- | ------------------------------- | -------------------------------------------------------- |
| 2011    | Super City                      | Guionista, casting, actor, productor ejecutivo           |
| 2015–17 | Jono & Ben                      | Varios – Comedia de sketches                             |
| 2016    | Filthy Rich                     | Actor – temporada II, 'Dylan Mayberry'                   |
| 2017    | True Story with Hamish and Andy | Actor – 'Sam'                                            |
| 2017–18 | Shortland Street                | Actor – 'Jason Kirkpatrick'                              |
| 2018–22 | Wellington Paranormal           | Actor – temporada I – IV, 'Alguacil Parker' (recurrente) |
| 2019    | The Bad Seed                    | Actor – 'Panelista Político'                             |
| 2019    | Golden Boy                      | Actor – temporada I, 'Jardinero' (recurrente)            |
| 2019–22 | Educators                       | Actor – temporada I – III, 'Rudy Beard' (protagonista)   |
| 2019–22 | Have You Been Paying Attention? | Él mismo – Panelist (regular)                            |
| 2021–22 | 7 Days                          | Él mismo – Panelista y capitán del equipo                |
| 2021    | My Life Is Murder               | Actor – temporada I, 'Brett'                             |
| 2021    | The Masked Singer               | Él mismo                                                 |
| 2021–22 | Give Us a Clue                  | Él mismo – temporada I & II, Capitán del equipo          |
| 2022    | Snack Masters                   | Él mismo – anfitrión                                     |
| 2022    | The Love Hour                   | Él mismo – anfitrión                                     |
| 2022    | Under the Vines                 | Actor                                                    |

Películas
| Año  | Título               | Papel                                                      |
| ---- | -------------------- | ---------------------------------------------------------- |
| 2016 | Pork Pie             | Actor – 'Bongo'                                            |
| 2016 | Waru                 | Actor – 'Jason'                                            |
| 2017 | The Breaker Upperers | Actor – 'Hombre 1'                                         |
| 2020 | Dead                 | Guionista, actor – 'Dane 'Marbles' Marbeck' (protagonista) |
| 2020 | Guns Akimbo          | Actor – 'Singstar Dude'                                    |
| 2020 | Baby Done            | Actor – 'Hombre estúpido'                                  |
| 2021 | Nude Tuesday         | Actor – 'Viajero diario al trabajo'                        |
| 2023 | Loop Track           | Director, guionista, casting, actor – 'Ian'                |